# Vůz Bpee247, 242, 239, 237 ČD
Vozy řady Bpee247, číslované v intervalu 51 54 20-70, v 90. letech označené Bhee, a Bpee242, Bpee239 a Bpee237, shodně číslované v intervalu 61 54 20-70), jsou řady příbuzných osobních vozů z vozového parku Českých drah. Všechny vozy Bpee247 (001–035) vznikly přestavbou 20 vozů řady B a 15 vozů Bh, kterou provedlo konsorcium firem MOVO Plzeň a DVJ Dunakeszi. Od roku 2011 existují již jen vozy řady Bpee237, na kterou byly všechny ostatní vozy rekonstruovány.

## Vznik řady
V půlce 90. let si České dráhy objednaly u DVJ Dunakeszi a MOVO Plzeň modernizaci 100 starších vozů, ze kterých měly vzniknout vozy vhodné pro vlaky vyšších kategorií.
Všechny vozy určené k modernizaci byly nejdříve přistaveny do DVJ Dunakeszi, kde byly odstrojeny, byla opravena skříň, byla zlepšena hluková i tepelná izolace, vyrobeny nové bočnice a zmodernizován podvozek včetně výměny špalíkových brzd za kotoučové. Poté byly vozy převezeny do plzeňského MOVO, kde byly dosazeny interiérové prvky. Obložení interiéru vyrobila firma DVJ Dunakeszi, sedačky španělská společnost Temoinsa.
Vozy Bpee247 byly zrekonstruované v letech 1996–1997. První zkušební jízdy proběhly na trati Győr – Mosonmagyaróvár. Po zprovoznění topení, což se neobešlo bez problémů, byl prototypový vůz 12. března 1996 převezen na Železniční zkušební okruh Cerhenice, kde byl podroben dalším zkouškám.
Zbylých 65 vozů bylo zrekonstruováno na 15 oddílových vozů první třídy Aee147, 10 velkoprostorových vozů první třídy Apee148 a 40 oddílových vozů druhé třídy Bee246.

## Technické informace
Jsou to vozy typu UIC-Y o délce 24 500 mm s nejvyšší povolenou rychlostí 160 km/h. Vozy mají zmodernizované podvozky Görlitz V, neoficiálně označované jako Görlitz/Dunakeszi. Brzdová soustava je tvořena tlakovzdušnými kotoučovými brzdami DAKO s dvěma kotouči na každé nápravě.
Vozy mají dva páry jednokřídlých předsuvných nástupních dveří ovládaných tlačítky. Mezivozové přechodové dveře jsou dvoukřídlé, posuvné do stran a ovládané pomocí madel. Oddílové dveře jsou jednokřídlé, posuvné a ovládané tlačítky. Vozy mají v horní třetině výklopná okna.
Při modernizaci proběhla kompletní obnova interiéru včetně toalet. Ve vozech jsou dva velkoprostorové oddíly oddělené skleněnou přepážkou. Jeden z oddílů se skládá ze tří fiktivních oddílů a druhý ze sedmi. Ve vozech je celkem 78 sedaček v příčném uspořádání 2 + 2. Většina sedaček je umístěna za sebou. U sedaček za sebou jsou cestujícím k dispozici malé výklopné stolky, u sedaček proti sobě pak větší pevné stolky. Vozy Bpee247 a Bpee242 měly šedý potah sedaček, vozy Bpee239 a Bpee237 mají modrý potah. Pro informování cestujících je ve vozech nainstalováno rozhlasové zařízení. Vozy Bpee237 mají kompletní audio-vizuální informační systém včetně diodových displejů.
Do vozů byl při rekonstrukci dosazen centrální zdroj energie pro napájení elektrických zařízení, například osvětlení. Palubní elektrická síť vozů má jmenovité napětí 24 V a pro pokrytí výpadků napájení z lokomotivy jsou vybaveny akumulátory Hoppecke o kapacitě 375 Ah. Provozní osvětlení je realizováno zářivkami, nouzové žárovkami. Vytápění je jednokanálové teplovzdušné, skládá se z elektrických topnic a větráků, které rozhánějí ohřátý vzduch po voze. Vozy jsou určeny pro provoz ve středoevropském podnebí s teplotami od −30 °C do +40 °C a nadmořskou výškou do 1 500 m n. m.
Vozy Apee148 a Apee144 měly nátěr přes okna zelený, pod okny bílý a střecha byla šedá. Vozy Apee141 mají nátěr přes okna červený, pod okny bílý a střecha je šedá. Některé vozy Apee141 byly později přelakovány do modro-bílého korporátním designu Českých drah od studia Najbrt. Vozy Apee139 se lakují výhradně do nátěru dle studia Najbrt.

## Další modernizace
Vozy při první modernizaci neobdržely klimatizaci ani toalety s uzavřeným odpadním systémem, ačkoli u vozů jiných železničních správ již tou dobou bylo oboje běžné. Proto proběhly další modernizace těchto vozů.
V roce 2006 byla dosazena klimatizace do tří vozů Bpee247 a vznikla tak řada Bpee242.
Roku 2008 byla v MOVO Plzeň do sedmi vozů Bpee247 dosazena klimatizace, vakuová WC s uzavřeným odpadním systémem, nový výkonnější CZE a byly přečalouněny sedačky. Vznikla tak řada Bpee239.
V roce 2011 bylo opět v MOVO Plzeň zmodernizováno zbývajících 24 vozů řady Bpee247, všechny tři vozy řady Bpee242 i všech sedm vozů Bpee239 na Bpee237. Vozy kromě klimatizace a vakuových WC získaly i elektronický informační systém a zásuvky 230 V. Kromě toho byly ještě přečalouněny sedačky.
V roce 2012 byly do vozů Bpee237 č. 031 až 035 dosazeny přístupové body standardu Wi-Fi pro přístup cestujících k internetu. Na skříně těchto vozů byly zároveň aplikovány polepy s nápisem „D1 Express“ (vyjma vozu č. 033) a do vozů byly doplněny některé prvky, např. podhlavníky s logy tohoto projektu.

## Provoz
GVD 2023/2024
- EC Ostravan (Ex1) Praha – Ostrava – Bohumín – Žilina
- EC Metropolitan + IC Metropol (Ex3) Praha – Břeclav – Bratislava – Budapest
- R13 Moravan Brno – Hodonín
- R10 Hradečan a Krakonoš Praha – Hradec Králové – Jaroměř – Trutnov
- R9 Vysočina Praha – Kolín – Havlíčkův Brod – Brno/Jihlava
- R11 Rožmberk Brno - České Budějovice - Plzeň

## Fotogalerie

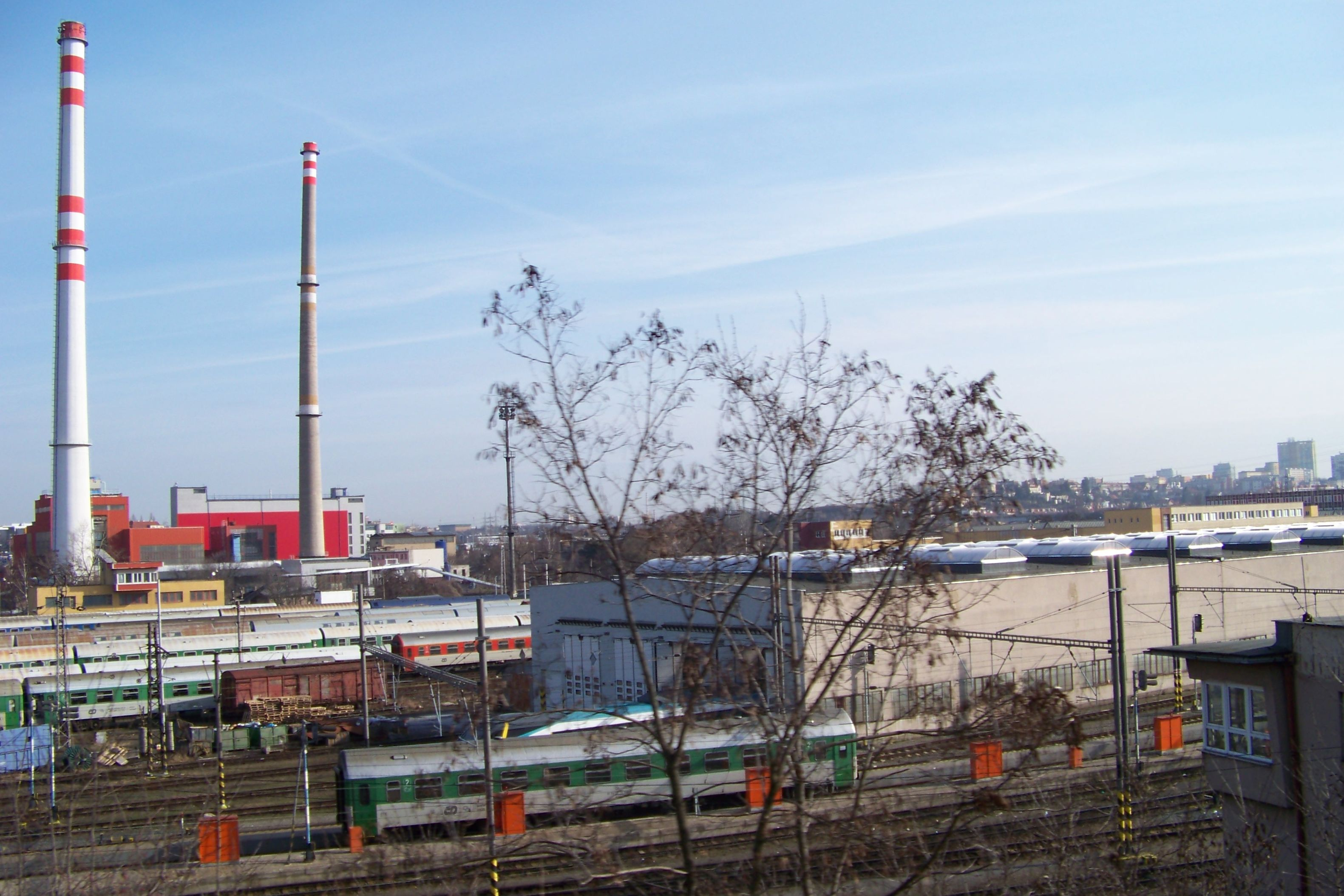
Vůz Bpee247 ve starém zeleném nátěru (v popředí)
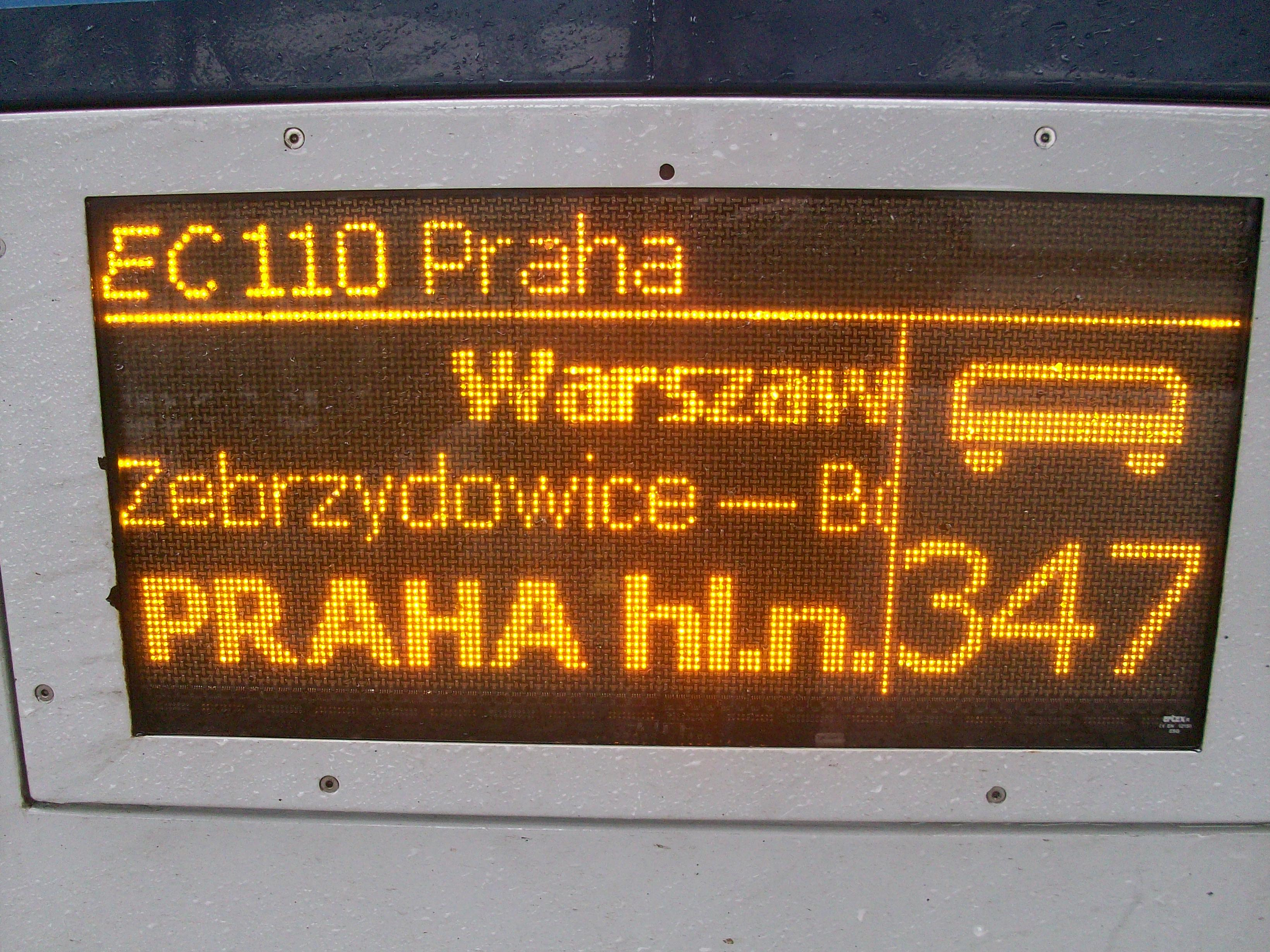
Vnější informační displej na voze Bpee237